# Hannie Termeulen
Hannie Termeulen, właśc. Johanna Maria Termeulen (ur. 18 lutego 1929 w Wiesbaden, zm. 1 marca 2001 w Amsterdamie) – holenderska pływaczka, trzykrotna medalistka olimpijska.
Zdobyła srebrne medale na mistrzostwach Europy w 1947 w Monte Carlo na 100 m stylem dowolnym oraz w sztafecie 4 × 100 m stylem dowolnym (w składzie: Margot Marsman, Irma Schuhmacher, Marie-Louise Vaessen i Termeulen), a na 400 m stylem dowolnym zajęła 4. miejsce.
Na igrzyskach olimpijskich w 1948 w Londynie wywalczyła brązowy medal w sztafecie 4 × 100 m stylem dowolnym (w składzie: Schuhmacher, Marsman, Vaessen i Termeulen), a na 100 m stylem dowolnym odpadła w eliminacjach.
Zdobyła złoty medal w sztafecie 4 × 100 m stylem dowolnym (w składzie: Ann Masser, Termeulen, Vaessen i Schuhmacher) na mistrzostwach Europy w 1950 w Wiedniu, a także zajęła 4. miejsce na 400 m stylem dowolnym.
Na kolejnych igrzyskach olimpijskich w 1952 w Helsinkach zdobyła srebrne medale na 100 m stylem dowolnym oraz w sztafecie 4 × 100 m stylem dowolnym (w składzie: Vaessen, Koosje van Voorn, Termeulen i Schuhmacher), a na 400 m stylem dowolnym odpadła w eliminacjach.
Zdobyła srebrny medal w sztafecie 4 × 100 m stylem dowolnym (w składzie: Loes Zandvliet, Termeulen, Hetty Balkenende i Geertje Wielema) na mistrzostwach Europy w 1954 w Turynie.
Była mistrzynią Holandii na 100 m i na 400 m stylem dowolnym w latach 1946-1948 oraz na 100 m stylem dowolnym w 1952. Dwukrotnie ustanawiała rekordy świata w sztafetach.